# La Bouillie
La Bouillie [labuji] est une commune française située dans le département des Côtes-d'Armor, en région Bretagne.
Ses habitants se dénomment les Lambolliens, ce qui n'est pas sans rappeler le nom de la ville de Lamballe (habitants Lamballais), dont La Bouillie dépendait sous l'Ancien Régime.

## Géographie
| Erquy       |             | Plurien    |
|             | La Bouillie |            |
| Saint-Alban | Hénansal    | Hénanbihen |

### Hydrographie
Pour un article plus général, voir Réseau hydrographique des Côtes-d'Armor.
La commune est située dans le bassin Loire-Bretagne. Elle est drainée par l'Islet,.

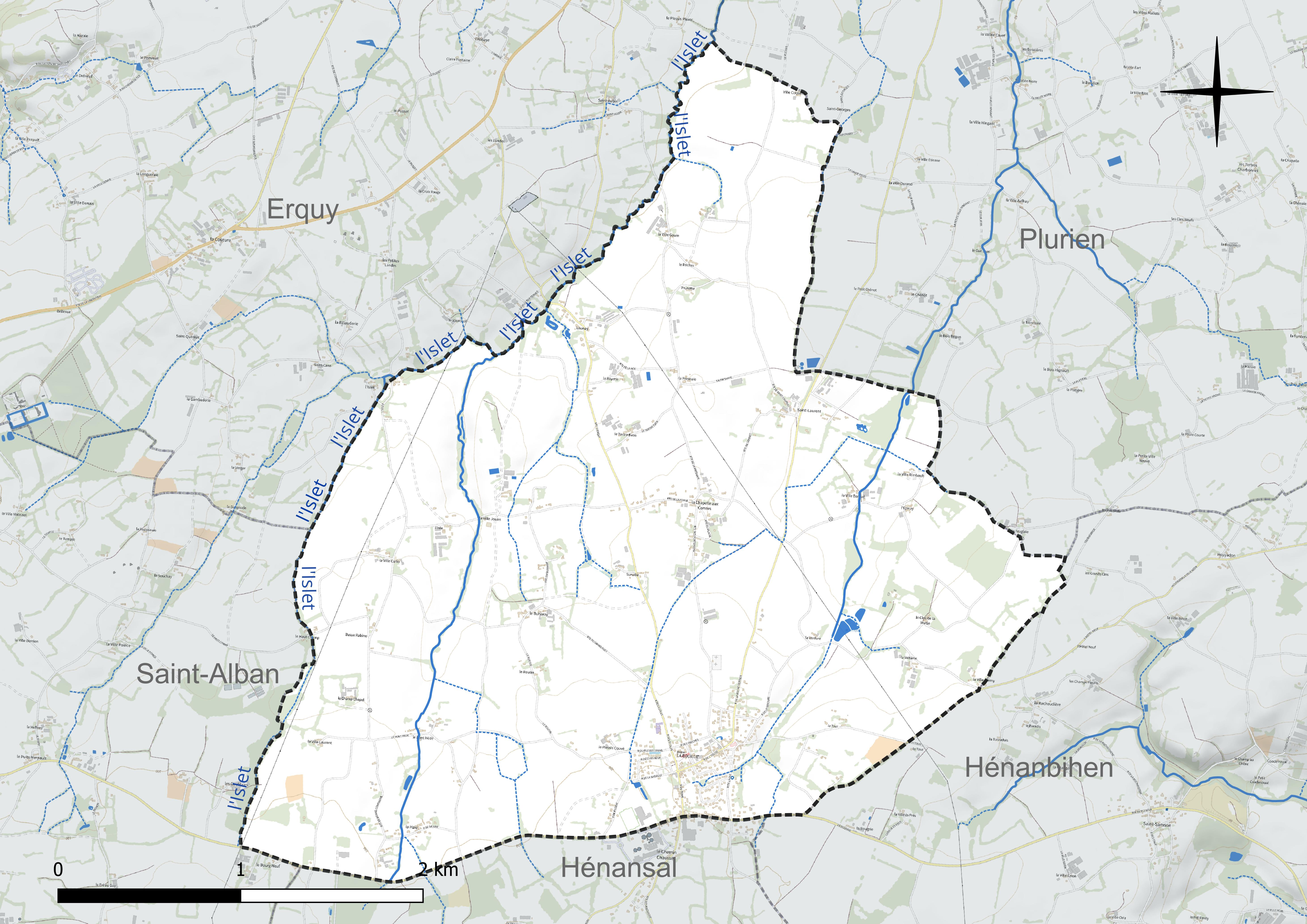
Réseau hydrographique de la Bouillie.

### Climat
Pour des articles plus généraux, voir Climat de la Bretagne et Climat des Côtes-d'Armor.
En 2010, le climat de la commune est de type climat océanique franc, selon une étude du CNRS s'appuyant sur une série de données couvrant la période 1971-2000. En 2020, Météo-France publie une typologie des climats de la France métropolitaine dans laquelle la commune est exposée à un climat océanique et est dans la région climatique  Finistère nord, caractérisée par une pluviométrie élevée, des températures douces en hiver (6 °C), fraîches en été et des vents forts. Parallèlement l'observatoire de l'environnement en Bretagne publie en 2020 un zonage climatique de la région Bretagne, s'appuyant sur des données de Météo-France de 2009. La commune est, selon ce zonage, dans la zone « Littoral doux », exposée à un climat venté avec des étés cléments.  
Pour la période 1971-2000, la température annuelle moyenne est de 11,2 °C, avec  une amplitude thermique annuelle de 11,4 °C. Le cumul annuel moyen de précipitations est de 727 mm, avec 11,9 jours de précipitations en janvier et 6,6 jours en juillet. Pour la période 1991-2020, la température moyenne annuelle observée sur la station météorologique la plus proche, située sur la commune de Quintenic à 6 km à vol d'oiseau, est de 11,6 °C et le cumul annuel moyen de précipitations est de 769,8 mm,. Pour l'avenir, les paramètres climatiques de la commune estimés pour 2050 selon différents scénarios d’émission de gaz à effet de serre sont consultables sur un site dédié publié par Météo-France en novembre 2022.

## Urbanisme

### Typologie
Au 1er janvier 2024, La Bouillie est catégorisée commune rurale à habitat dispersé, selon la nouvelle grille communale de densité à 7 niveaux définie par l'Insee en 2022.
Elle est située hors unité urbaine et hors attraction des villes,.

### Occupation des sols
L'occupation des sols de la commune, telle qu'elle ressort de la base de données européenne d’occupation biophysique des sols Corine Land Cover (CLC), est marquée par l'importance des territoires agricoles (96,4 % en 2018), une proportion sensiblement équivalente à celle de 1990 (96,9 %). La répartition détaillée en 2018 est la suivante : 
terres arables (72,2 %), zones agricoles hétérogènes (21,5 %), zones urbanisées (3,6 %), prairies (2,7 %). L'évolution de l’occupation des sols de la commune et de ses infrastructures peut être observée sur les différentes représentations cartographiques du territoire : la carte de Cassini (XVIIIe siècle), la carte d'état-major (1820-1866) et les cartes ou photos aériennes de l'IGN pour la période actuelle (1950 à aujourd'hui).

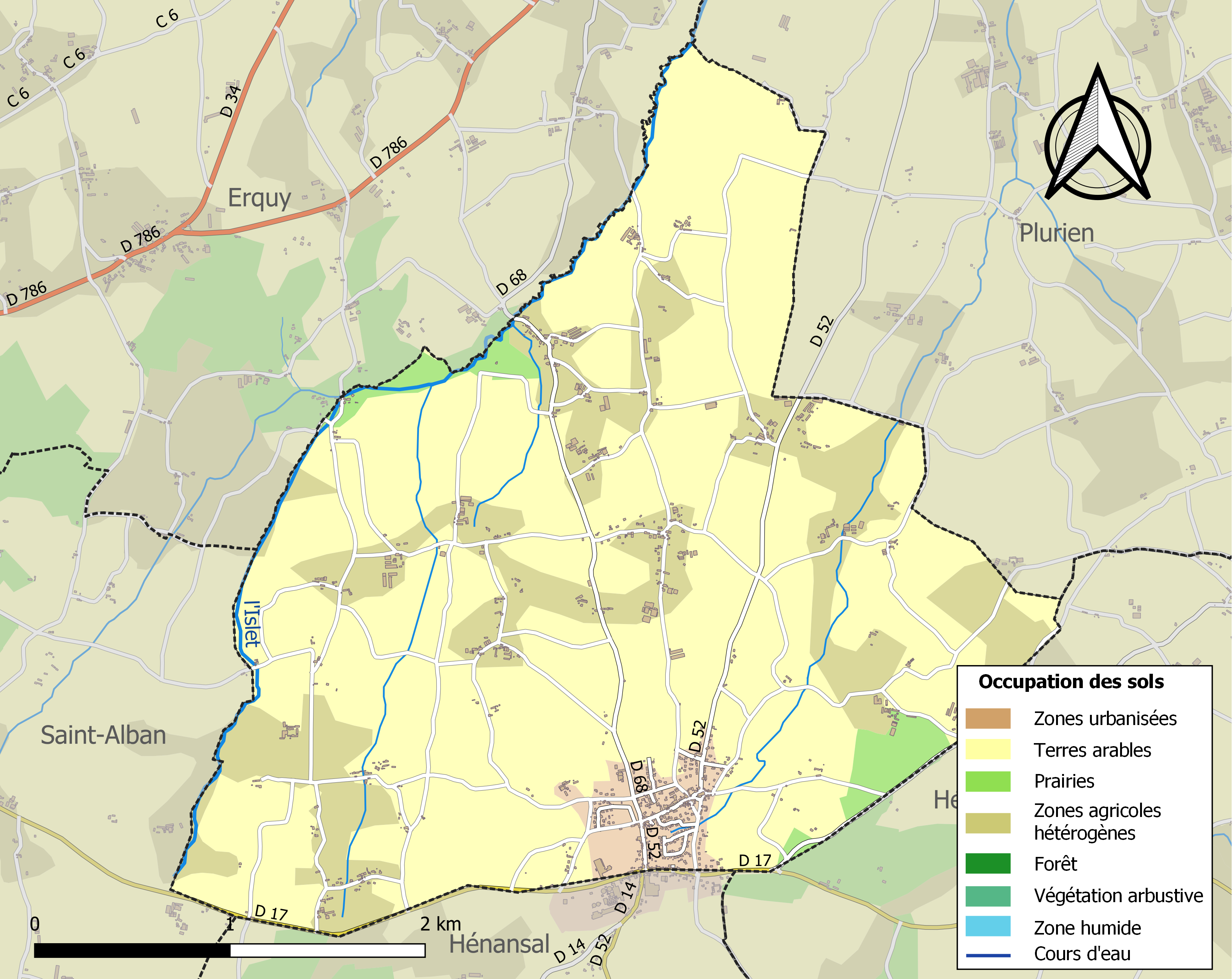
Carte des infrastructures et de l'occupation des sols de la commune en 2018 (CLC).

## Toponymie
Le nom de la localité est attesté sous les formes La Bollie en 1160, 1256 et en 1272, La Bouillie en 1378, La Boullie en 1447, La Bouillie en 1516.
La Bouillie vient du bas-latin betullia, diminutif de betua (boulaie), « lieux où abondent les bouleaux »,.

## Histoire

### LeXXesiècle

#### Les guerres duXXesiècle
Le monument aux morts porte les noms de 48 soldats morts pour la France :
- 42 sont morts durant la Première Guerre mondiale ;
- 5 sont morts durant la Seconde Guerre mondiale ;
- 1 est mort durant la guerre d'Algérie.

## Politique et administration
| Période                                  | Période     | Identité         | Étiquette | Qualité                                    |
| ---------------------------------------- | ----------- | ---------------- | --------- | ------------------------------------------ |
| avant 1928                               | mai 1935    | Honoré Bon       |           | Éleveur                                    |
| mai 1935                                 | mars 1971   | M. Tardivel      |           |                                            |
| mars 1971                                | mars 1983   | Maria Hamon      | DVG       | Retraitée                                  |
| mars 1983                                | mars 2014   | René Berest      |           | Retraité                                   |
| mars 2014                                | 28 mai 2020 | Edmond Hervé     |           | Retraité                                   |
| 28 mai 2020                              | En cours    | Pascal Lebreton, | DVG       | Conseiller vendeur, ancien premier adjoint |
| Les données manquantes sont à compléter. |             |                  |           |                                            |

## Démographie
L'évolution du nombre d'habitants est connue à travers les recensements de la population effectués dans la commune depuis 1793. Pour les communes de moins de 10 000 habitants, une enquête de recensement portant sur toute la population est réalisée tous les cinq ans, les populations de référence des années intermédiaires étant quant à elles estimées par interpolation ou extrapolation. Pour la commune, le premier recensement exhaustif entrant dans le cadre du nouveau dispositif a été réalisé en 2007.

En 2022, la commune comptait 845 habitants, en évolution de −1,4 % par rapport à 2016 (Côtes-d'Armor : +1,78 %, France hors Mayotte : +2,11 %).
| 1793 | 1800 | 1806 | 1821 | 1831 | 1836 | 1841 | 1846 | 1851 |
| ---- | ---- | ---- | ---- | ---- | ---- | ---- | ---- | ---- |
| 607  | 655  | 612  | 617  | 697  | 676  | 676  | 711  | 725  |

| 1856 | 1861 | 1866 | 1872 | 1876 | 1881 | 1886 | 1891 | 1896 |
| ---- | ---- | ---- | ---- | ---- | ---- | ---- | ---- | ---- |
| 719  | 785  | 775  | 817  | 806  | 867  | 887  | 864  | 859  |

| 1901 | 1906 | 1911 | 1921 | 1926 | 1931 | 1936 | 1946 | 1954 |
| ---- | ---- | ---- | ---- | ---- | ---- | ---- | ---- | ---- |
| 854  | 837  | 823  | 722  | 707  | 692  | 690  | 623  | 607  |

| 1962 | 1968 | 1975 | 1982 | 1990 | 1999 | 2006 | 2007 | 2012 |
| ---- | ---- | ---- | ---- | ---- | ---- | ---- | ---- | ---- |
| 638  | 597  | 601  | 669  | 711  | 664  | 785  | 802  | 853  |

| 2017 | 2022 | - | - | - | - | - | - | - |
| ---- | ---- | - | - | - | - | - | - | - |
| 860  | 845  | - | - | - | - | - | - | - |

## Lieux et monuments

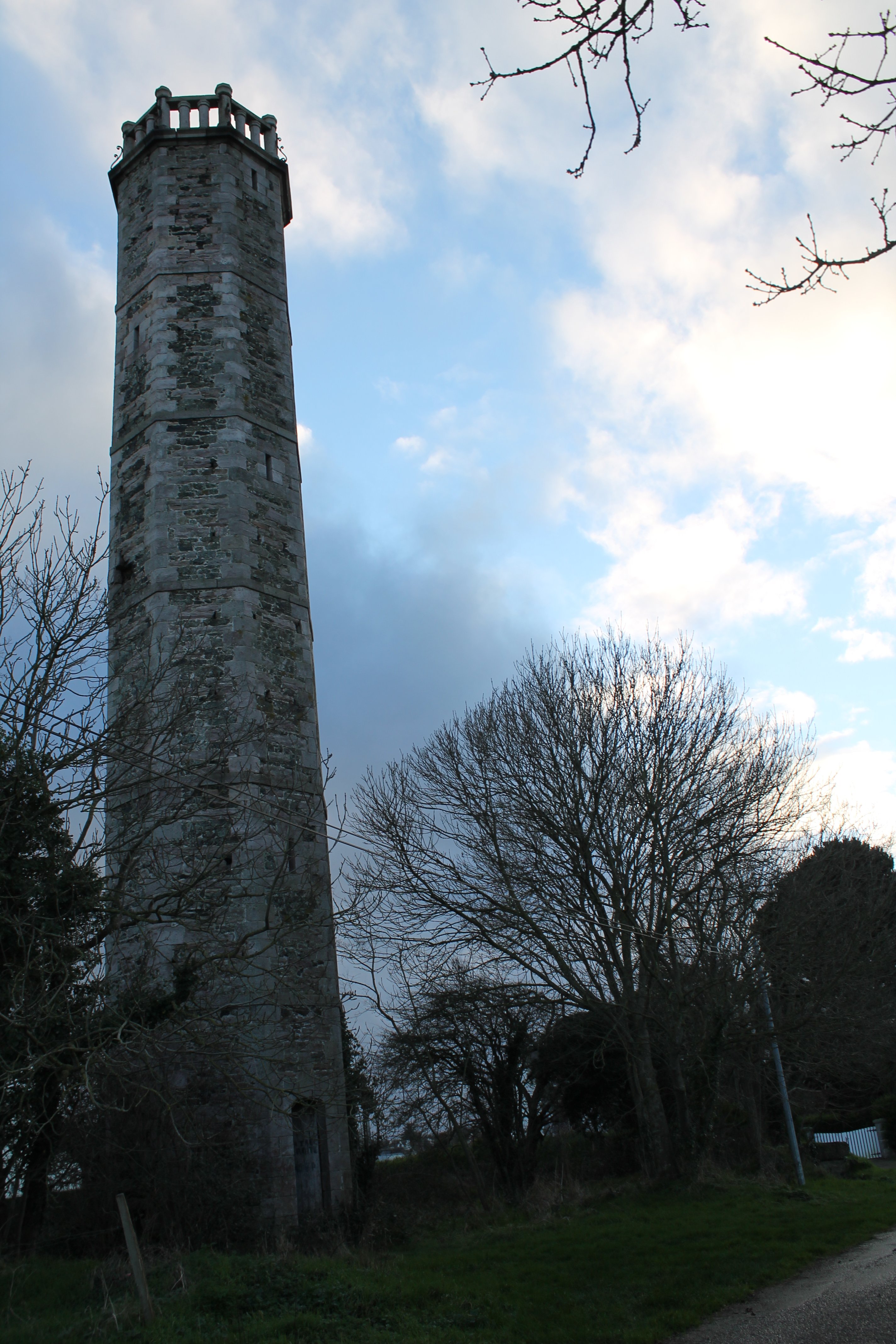
Tour de la Ville Téhard.

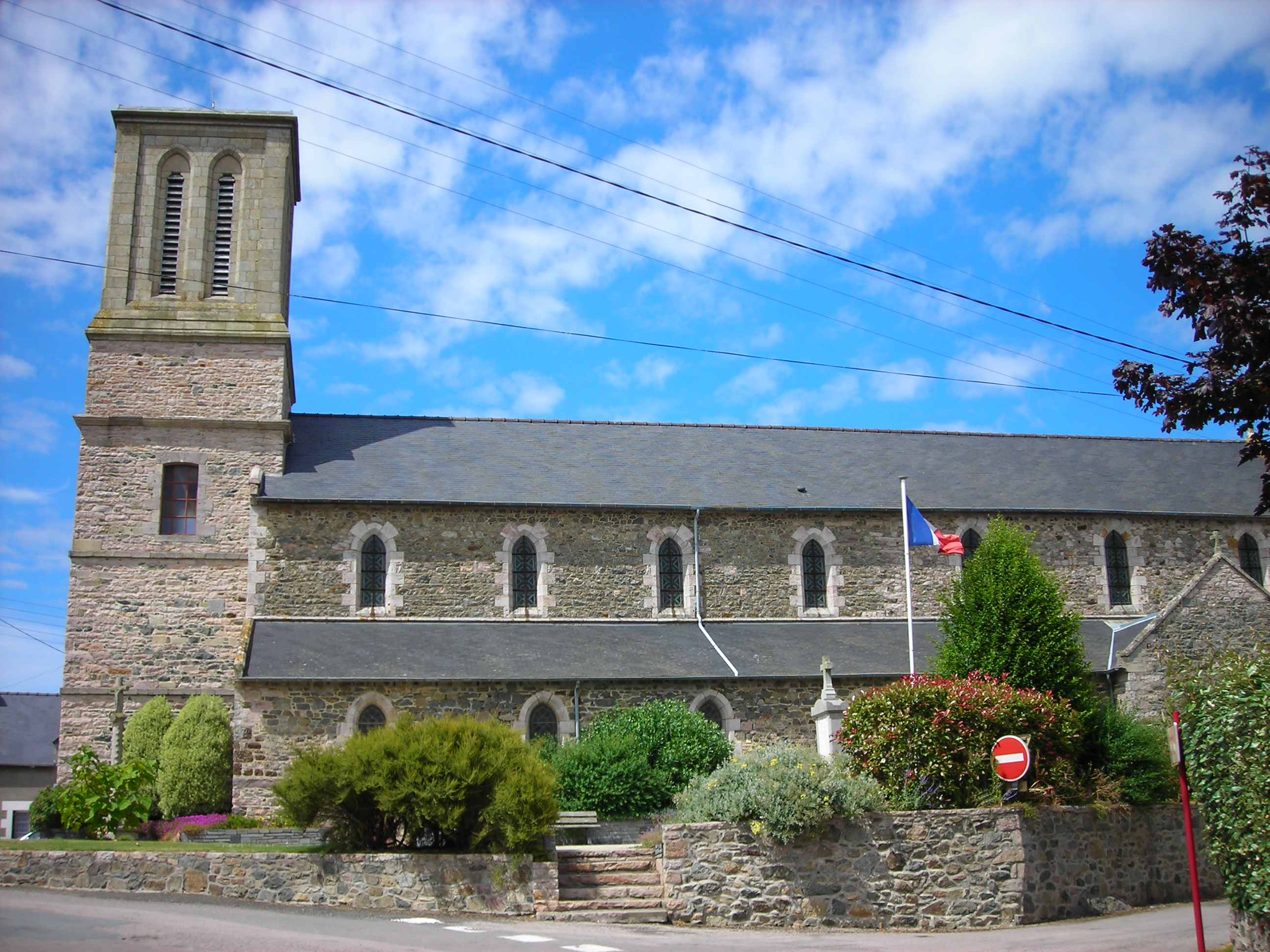
L'église Saint-Pierre.

- L'église Saint-Pierre de la Bouillie est un monument du XIXe siècle.
- La tour de la Ville Théard est un monument remarquable. Il s'agit d'une tour octogonale d'une trentaine de mètres de hauteur. Elle fut érigée sous le Second Empire, en 1864.

Cette tour est bâtie à la manière d'un phare, autour d'un escalier à vis sur noyau, de 148 marches massives formant chacune quartier et portion de noyau, éclairé par d'étroites ouvertures placées à intervalles réguliers qui suivent la progression de l'escalier. En haut, elle est décorée d'une belle rambarde et d'acrotères en pierres de forte dimension, finement taillées et bouchardées, qu'il fallut en son temps monter à cette hauteur impressionnante. Sa section octogonale, lui donne une grande élégance, au prix d'un travail considérable, sans commune mesure avec ce qu'elle aurait demandé si elle avait été circulaire : 8 chaînes d'angles à 135° de 30 mètres, cela représente environ 720 pierres d'angles à 150 kg pièce en moyenne. L'appareillage de la porte d'entrée, imbriqué dans les chaînes d'angle, est une anse de panier dont la clé centrale supporte l'écusson de sa date de construction.
Ce qui est enfin remarquable, c'est que la pierre utilisée n'est autre que le superbe grès quartzite rose d'Erquy, très dur et difficile à tailler, et qu'il fallut amener à la Ville Théard, par charrois, depuis les carrières du Cap.

## Personnalités liées à la commune
- Edmond Hervé, maire de Rennes durant cinq mandats de 1977 à 2008, sénateur d'Ille-et-Vilaine de 2008 à 2014 et ancien ministre, est né le 3 décembre 1942 à La Bouillie. Il est l'homonyme de celui qui a été maire de La Bouillie de 2014 à 2020.
- Albert Uderzo, l'un des deux pères d'Astérix, a passé une partie de la guerre à La Bouillie pendant la Seconde Guerre mondiale pour échapper au STO (travail obligatoire). Il a vécu au dessus du magasin de Madame Folinais qui se trouvait au croisement de deux voies romaines : « le chemin chaussé ». Il se rendait à vélo à Erquy et a reconnu en survolant en hélicoptère en 1996 s'être inspiré d'Erquy pour y situer le village d'Astérix. Sur la carte de Bretagne apparaissant au début de chaque album d'Astérix, on distingue l'alignement des trois pierres qui émergent de l'eau à la sortie du port d'Erquy.